# Сакович, Александр Григорьевич
Александр Григорьевич Сакович (род. 31 марта 1998, Юрга, Кемеровская область) — российский футболист, защитник и опорный полузащитник медийного клуба «СиндЕкат».

## Карьера

### «Томь»
Футболом начинал заниматься в родной юргинской ДЮСШ. Позже футболист ненадолго попал в кемеровский СДЮШОР, откуда затем перешёл в училище олимпийского резерва города Ленинск-Кузнецкий. В 2017 году футболист перешёл в «Томь», где выступал на юношеском и молодёжном уровнях. С августа 2019 года футболист стал подтягиваться к матчам с основной командой клуба. Дебютировал за клуб футболист 3 сентября 2019 года в матче Кубка России против омского «Иртыша», выйдя на поле в стартовом составе. Дебютный матч в чемпионате футболист сыграл 3 ноября 2019 года в матче против владивостокского «Луча», выйдя на замену на 90 минуте. На протяжении сезона футболист выступал за клуб в роли игрока замены, редко попадая в заявку основной команды, вместе с которой завершил чемпионат на итоговом девятом месте. Новый сезон футболист начинал со скамейки запасных, закрепившись в основной команде клуба лишь с конца марта 2021 года.

### «Сатурн» Раменское
В сентябре 2021 года футболист на правах свободного агента перешёл в раменский «Сатурн». Дебютировал за клуб футболист 14 сентября 2021 года в матче против ногинского «Знамени», выйдя на поле в стартовом составе. Также футболист в скором времени стал выходить на поле с капитанской повязкой. Первым результативным действием за клуб футболист отличился 19 октября 2021 года в матче против «Химки-М», отдав голевую передачу. На протяжении первой половины сезона футболист был в раменском клубе ключевых игроком клуба, отличившись своей единственной результативной передачей. В январе 2022 года футболист покинул раменский клуб, сообщив, что продолжил карьеру в другом клубе Второго дивизиона ФНЛ.

### «Витебск»
В январе 2022 года футболист на правах свободного агента присоединился к белорусскому «Витебску», подписав контракт до конца сезона. Дебютировал за клуб футболист 19 марта 2022 года в матче против столичного «Энергетика-БГУ», выйдя на поле в стартовом составе. Вместе с клубом принимал участие в полуфинальных матчах Кубка Беларуси, где по сумме встреч уступили «Гомелю». На протяжении сезона футболист выступал за витебский клуб в роли одного из основных игроков, чередуя матчи в стартовом составе и со скамейки запасных, однако результативными действиями не отличился. В ноябре 2022 года футболист покинул клуб по окончании срока действия контракта.

### «Кубань Холдинг»
В феврале 2023 года футболист присоединился к павловскому клубу «Кубань Холдинг», подписав контракт до коцна сезона. Дебютировал за клуб футболист 11 марта 2023 года в матче против клуба «Машук-КМВ», выйдя на поле в стартовом составе. На протяжении сезона футболист выступал за клуб в роли одного из ключевых игроков, однако результативными действиями по итогу не отличился. По итогу сезона футболист вместе с клубом завершил чемпионат на итоговом пятом месте. В начале следующего сезона 2023 года футболист продолжил тренироваться с клубом. Новый сезон футболист начал с матча 16 июля 2023 года против майкопской «Дружбы», выйдя на поле в стартовом составе. Дебютным забитым голом за клуб футболист отличился 13 августа 2023 года в матче против «Севастополя». По итогу сезона футболист вместе с клубом стал бронзовым призёром своей подгруппы в чемпионате. В январе 2024 года футболист покинул клуб.

### «Химик» Дзержинск
В феврале 2024 года футболист на правах свободного агента стал игроком дзержинского «Химика», подписав контракт до конца сезона. Начинал сезон футболист в дзержинском клубе со скамейки запасных. Дебютировал за клуб футболист 7 апреля 2024 года в матче против «Калуга», выйдя на поле в стартовом составе. По итогу сезона футболист вместе с клубом завершил чемпионат на итоговом четвёртом месте в своей группе, выйдя в подгруппу «золото». На протяжении сезона футболист выступал за клуб в роли одного из основных игроков, однако результативными действиями не отличился. Новый сезон футболист начинал в составе дзержинского клуба как игрок скамейки запасных, проведя в чемпионате пару матчей, заработав прямое удаление с поля. В конце 2024 года футболист покинул дзержинский клуб.